# Истомина, Анна Юрьевна
А́нна Ю́рьевна Исто́мина (род. 17 февраля 1964, Кудымкар) — коми-пермяцкая поэтесса и писательница.

## Биография
Родилась 17 февраля 1964 года в городе Кудымкаре. Воспитывалась своим дедом Николем Кондратьевичем Истоминым и бабушкой Евдокией Ивановной в деревне Пихтовка, что в Кудымкарском районе.
Пошла в Сидоровскую начальную школу в 1971 году. Лишь в 1975 году родители взяли девочку. К тому времени она уже окончила начальную школу.
В 1975 — 1979 годах Анна Истомина обучалась в средней национальной школе № 8 города Кудымкара.
После 8 класса Истомина пошла учиться в Коми-Пермяцкий сельскохозяйственный техникум. В 1980 году она перевелась на заочное отделение.
Анна успела поработать на велозаводе в городе Перми, в литовском совхозе «Онушкис», на Пермском заводе «Моторостроитель» им. Я. М. Свердлова.
Заочно окончила сельхозтехникум по специальности «Агрономия» (1984).
В 1985 году поступила в Литературный институт имени А. М. Горького. Сначала училась там очно, однако осенью 1986 года Истомина перешла на заочное отделение. Занималась в семинаре «Поэзия» Владимира Кострова, а затем — Николая Старшинова.
Закончила Литературный институт имени А. М. Горького (1991).
В 1993 — 2005 годах Анна Юрьевна — главный редактор детского журнала «Силькан».
С 2004 года является главой Коми-Пермяцкой окружной писательской организации.
Первые пробы Истоминой были в 1979 году.
В 1981 году начала печататься в окружной газете под названием «По ленинскому пути» («Парма»). Стихотворения Истоминой печатают областные газеты «Звезда» и «Молодая гвардия», еженедельник «Литературная Россия». Также её стихи были опубликованы в литературно-художественном сборнике «Иньва», «Искорка», болгаро-советском журнале «Дружба», удмуртском республиканском журнале «Кизили», а также в различных коми-зырянских республиканских газетах и журналах. В антологиях «Современная литература народов России», «Горячая ночь» (Таллин, 2006) тоже присутствуют произведения Истоминой.
В 2005 Анна Истомина опубликовала исследовательскую работу «Загадки чуди».
Истомина является автором семи книг, из которых четыре поэтические — «День рождения» (1986), «Корни и крылья» (1991), «Белые птицы» (1994), «Они придут…» (2003); две детские — «Страна Абу» (1997), «Мальчик из зеркала» (2008); и одна исследовательская — «Загадка чуди, или О чём рассказывают коми-пермяцкие предания и лексика, географические названия и фамилии Урала» (2005).
Член Союза писателей России с 1994 года. В 1997 году за сборник «Чочком кайез» («Белые птицы») была награждена литературной премией Общества М. А. Кастрена.